# Muscari massayanum
Muscari massayanum är en sparrisväxtart som beskrevs av Grunert. Muscari massayanum ingår i släktet pärlhyacinter, och familjen sparrisväxter. Inga underarter finns listade i Catalogue of Life.